# Beriev Be-103
Beriev Be-103 Bekas (tiếng Nga: Snipe) là một loại thủy phi cơ lưỡng thê do công ty máy bay Beriev thiết kế, Komsomolsk-on-Amur Aircraft Production Association (KnAAPO) chế tạo.

## Biến thể
Be-103
SA-20P

## Tính năng kỹ chiến thuật (Be-103)
Dữ liệu lấy từ 
Đặc tính tổng quan
- Kíp lái: 1 (phi công)
- Sức chứa: 5 hành khách hay 545 kilôgam (1.202 lb) hàng hóa
- Chiều dài: 10,7 m (35 ft 1 in)
- Sải cánh: 12,5 m (41 ft 0 in)
- Chiều cao: 3,7 m (12 ft 2 in)
- Diện tích cánh: 25,1 m2 (270 foot vuông)
- Trọng lượng rỗng: 1.730 kg (3.814 lb)
- Trọng lượng có tải: 2.283 kg (5.033 lb)
- Trọng lượng cất cánh tối đa: 2.270 kg (5.004 lb)
- Sức chứa nhiên liệu: 340 lít (90 gal Mỹ)
- Động cơ: 2 × Continental IO-360-ES4 kiểu động cơ piston, 157 kW (211 hp) mỗi chiếc
- Cánh quạt: 3-lá MT Propeller MT-12, 1,83 m (6 ft 0 in) đường kính

Hiệu suất bay
- Vận tốc hành trình: 235 km/h (146 mph; 127 kn)
- Vận tốc tắt ngưỡng: 111 km/h (69 mph; 60 kn)
- Tốc độ không vượt quá: 241 km/h (150 mph; 130 kn)
- Vận tốc có thể điều khiển nhỏ nhất: 115 km/h (71 mph; 62 kn)
- Tầm bay: 845 km (525 mi; 456 nmi)
- Trần bay: 5.000 m (16.404 ft)
- Tải trên cánh: 90,3 kg/m2 (18,5 lb/foot vuông)
- Công suất/khối lượng: 11,9 lb/hp (7,2 kg/kW)